# Antoine-François Momoro

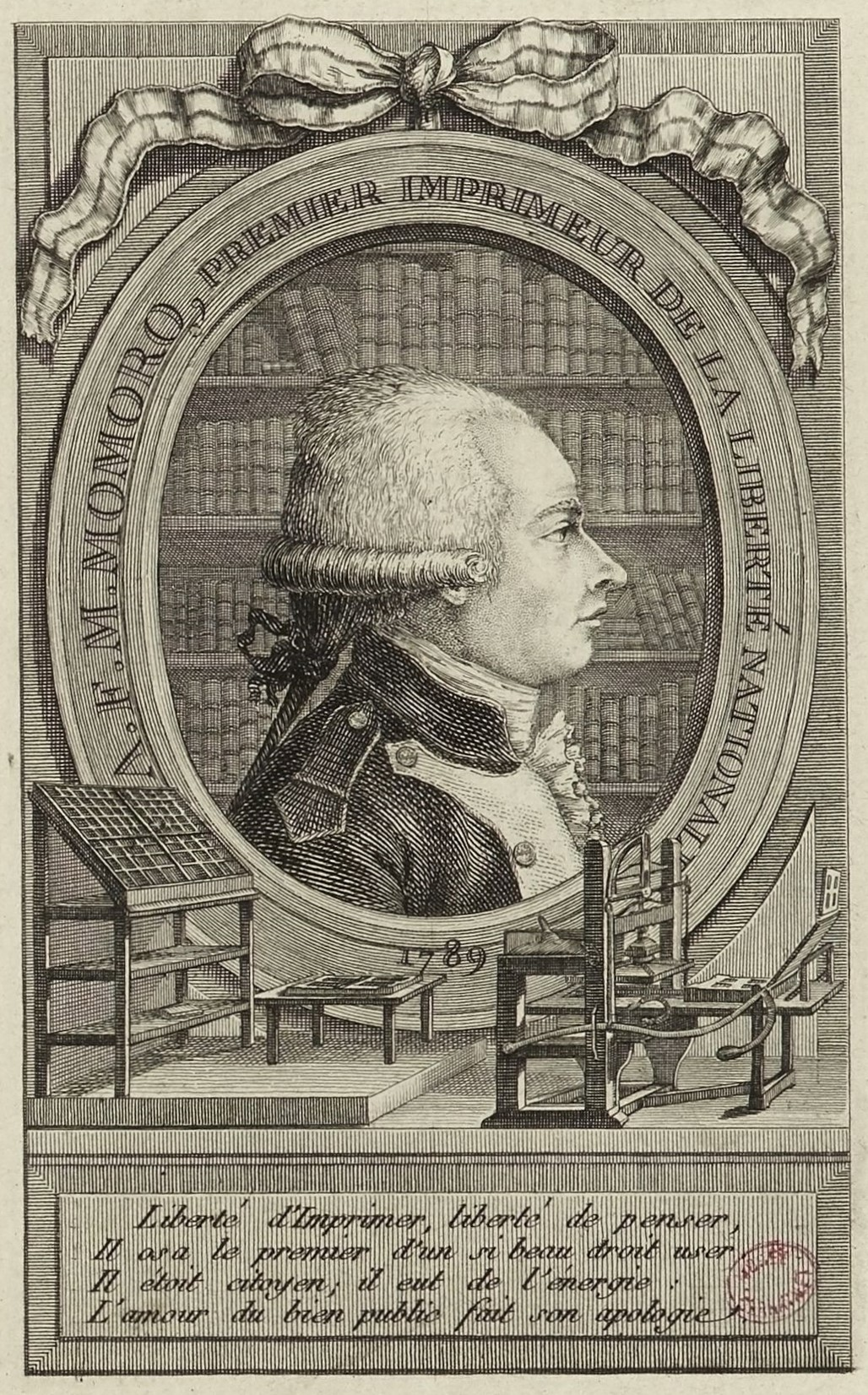
Antoine-François Momoro

Antoine-François Momoro (* 13. November 1755; † 24. März 1794 in Paris) war ein Buchdrucker, der während der Französischen Revolution in die Politik wechselte und vom Herbst 1793 bis zu seiner Verhaftung im März 1794 zu den führenden Hébertisten zählte.

## Leben
Momoros Vorfahren stammten aus Spanien, wanderten in die Franche-Comté ein und betätigten sich dort unternehmerisch. Antoine-François Momoro verließ in jungen Jahren seine Geburtsstadt Besançon, kaufte eine Druckerei in Paris und wurde dann ein erfolgreicher Unternehmer. Im Jahr 1789 zählte er zu den Führern des Distrikts der Cordeliers und im folgenden Jahr zu den Gründern des Klubs der Cordeliers, dessen Zeitung Journal du club des Cordeliers er gestaltete und herausgab.
Momoro gelangte an der Seite von Danton und Chaumette zu großen Einfluss auf die Sektion Théâtre-Français, die am 30. Juli 1792 das allgemeine Wahlrecht für die Vollversammlung erzwang, womit die Trennung der Wähler in Aktiv- und Passivbürger aufgehoben wurde (zu letzteren zählten alle Bürger, die keine oder wenige Steuern zahlten und deswegen nicht wahlberechtigt waren). Dies führte zur politischen Stärkung der Sansculotten.
Am 10. August 1792 nahm Momoro am Tuileriensturm teil. Wenige Tage später entsandte ihn der Provisorische Vollzugsrat als Kommissar in die Normandie, wo er Broschüren mit der „Erklärung der Menschen- und Bürgerrechte“, aber auch seine eigenen Werke, in Umlauf brachte und deswegen im September 1792 in Bernay verhaftet wurde. Momoro kam jedoch nach kurzer Zeit frei, er kehrte nach Paris zurück und wurde im Oktober 1792 in das Direktorium des Départements Seine aufgenommen.
Momoro forderte dort, das Ackerland der Großgrundbesitzer aufzuteilen. Im Unterschied zu den Sansculottes bestand er aber darauf, dass nicht jeder das Recht zum Erwerb von Ackerland erhalten darf und die Aufteilung des Bodens erst nach einer gesetzlichen Regelung erfolgen kann. Das gewerbliche Eigentum betrachtete er als unantastbar. Ebenso befürwortete er soziale Unterschiede, die aufgrund des Nutzens für die Gesellschaft von der Nation bewilligt oder aberkannt werden. Momoro veröffentlichte im Frühjahr 1793 seine Schrift „Opinion sur la fixation du maximum du prix des grains“ (Meinung über das Festlegen von Getreidehöchstpreisen), in der er vorschlug, die Bodenerträge zum Besitz aller Bürger zu erklären.
Im Herbst 1793 beteiligte sich Momoro an der Kampagne zur Entchristianisierung. Er schloss sich den Hébertisten an, unter denen er rasch an Einfluss gewann, und bekämpfte mit ihnen die Nachsichtigen um Danton. Hébert und Momoro führten am 12. Februar 1794 heftige verbale Angriffe gegen die Anhänger Robespierres. Dadurch leiteten sie jedoch ihren eigenen Untergang ein: Nachdem am 7. März ein Versuch zur Versöhnung der beiden jakobinischen Fraktionen gescheitert war und der von Hébert erwartete Aufstand der Sektionen und der Commune von Paris nicht stattgefunden hatte, wurden auf Forderung des Wohlfahrtsausschusses alle führenden Hébertisten in der Nacht vom 13. auf den 14. März verhaftet und wenig später vom Revolutionstribunal zum Tode verurteilt.
Am 24. März 1794 (4. Germinal II) starb Antoine-François Momoro unter dem Fallbeil in Paris. Hébert und seine Anhänger Ronsin, Vincent, Cloots, Desfieux, Pereira, Dubuisson, der belgische Spekulant Proli und der niederländische Bankier de Kock wurden ebenfalls an diesem Tag in Paris hingerichtet.

## Nachwirkung
Momoro verfasste als erster die Devise der Französischen Revolution, deren ursprüngliche Version jedoch: Liberté, Egalité, Indivisibilité ou la mort (Freiheit, Gleichheit, Unteilbarkeit oder Tod) lautete. Die bekannte Devise Liberté, Egalité, Fraternité (Freiheit, Gleichheit, Brüderlichkeit) behauptete sich erst seit der französischen Verfassung von 1848 im öffentlichen Bewusstsein.

## Bibliographie
- 1796 – Traité élémentaire de l'imprimerie, ou le manuel de l'imprimeur; avec 36 planches en tailledouce. Paris, Chez veuve Tilliard & fils
- Le manuel des impositions typograhiques. F. Visscher, Brüssel 1819 (Digitalisat).